# Pinanga insignis
Pinanga insignis är en enhjärtbladig växtart som beskrevs av Odoardo Beccari. Pinanga insignis ingår i släktet Pinanga och familjen Arecaceae. Inga underarter finns listade i Catalogue of Life.